# كتنة
كتنة أو كتنة القاع منطقة جغرافية تاريخية، اشتهرت بوقوعها على طريق الحج اليمني بين صنعاء ومكة المكرمة.

## الموقع
تقع كتنة إلى الشمال الغربي من بلدة يعرى الحديثة٬ على الضفة الجنوبية الغربية من وادي ريع الخليج الواقع إلى الجنوب الشرقي
من صحراء القاعة قاع. وصفت كتنة كتنة القاع في الكتابات الجغرافية المبكرة بأنها قرية ذات حجم كبير٬ وتشتمل على عدد من الآبار وتُعد من مناهل طريق الحج اليمني الأعلى.

## الوصف
يتصف الموقع بتوافر أشجار الأثل والطلح والنخيل في أنحائه٬ كما يشتمل المحيط الجغرافي للموقع على كتل ضخمة من الأحجار الرملية التي نفذ على بعض سطوحها بعض الكتابات والنقوش والمخربشات العربية الإسلامية المبكرة التي تتسم بعدم وضوح حروفها بشكل كامل. ولا يزال الاسم التاريخي للموقع يُطلق على إحدى آباره المتهدمة جزئيًا٬ ويبلغ قطر فوهتها نحو 3 متر٬ وعمقها يصل إلى نحو 8 متر.
كما يشتمل الموقع ذاته بالإضافة إلى الآبار على ثلاثة أفران (تنانير) وأساسات بنائية لوحدات معمارية٬ وتتناثر الأحجار مختلفة الأشكال والأحجام وكسر لأواني فخارية إسلامية على أرضيات هذه الوحدات المعمارية٬ وعُثر في المحيط الجغرافي للموقع على رسومات صخرية٬ وكتابات إسلامية مبكرة.